# Prințesa Françoise de Orléans (1844–1925)
Françoise de Orléans (Françoise Marie Amélie; 14 august 1844 – 28 octombrie 1925) a fost membră a Casei de Orléans prin naștere și Ducesă de Chartres prin căsătorie.

## Căsătorie și copii
La 11 iunie 1863, la Kingston upon Thames, Anglia, s-a căsătorit cu vărul ei primar, Prințul Robert, Duce de Chartres. Robert și Françoise au avut 5 copii:
- Prințesa Maria de Orléans (1865–1909), care în 1885 s-a căsătorit cu Prințul Valdemar al Danemarcei, fiul regelui Christian al IX-lea al Danemarcei.
- Prințul Robert d'Orléans (1866–1885).
- Prințul Henri de Orléans (1867–1901).
- Prințesa Marguerite d'Orléans, care în 1896 s-a căsătorit cu Marie-Armand-Patrice de Mac-Mahon, al 2-lea Duce de Magenta, fiul lui Patrice de Mac-Mahon, Duce de Magenta.
- Prințul Jean d'Orléans, "Duce de Guise" și pretendent orleanist la tronul Franței ca "Jean al III-lea", care în 1899 s-a căsătorit cu verișoara sa primară Prințesa Isabelle d'Orléans (1878–1961), fiica Prințului Filip, Conte de Paris.

Prințesa Françoise a murit la castelul Saint-Firmin la vârsta de 81 de ani.